# مغان‌لی (شماخی)
مغان‌لی (به لاتین: Muğanlı) یک منطقه مسکونی در جمهوری آذربایجان است که در شهرستان شماخی واقع شده است. مغان‌لی ۱۰۶۱ نفر جمعیت دارد.